# Geweihmöbel

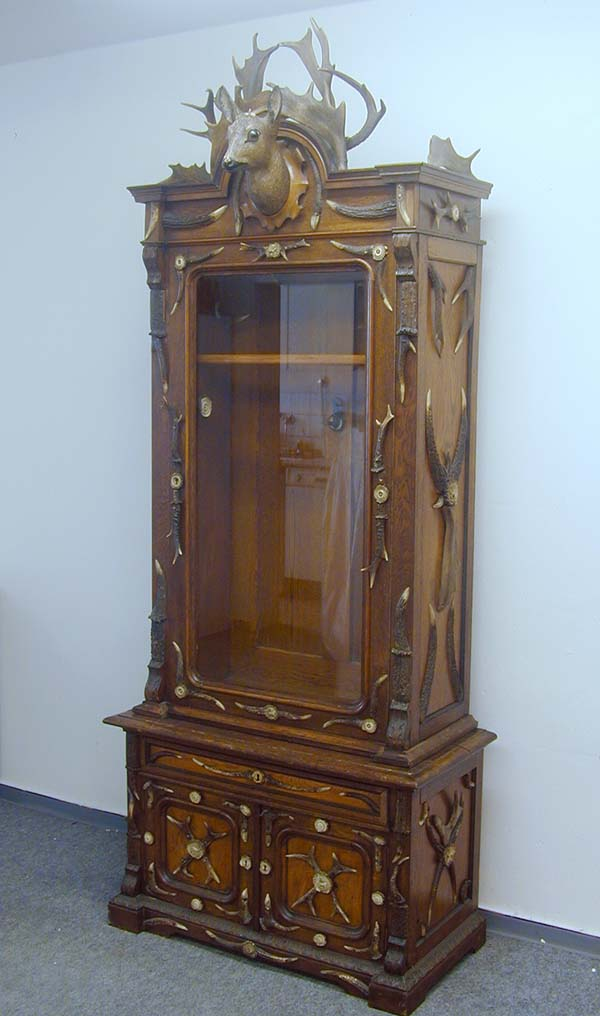
Geweih-Gewehrschrank

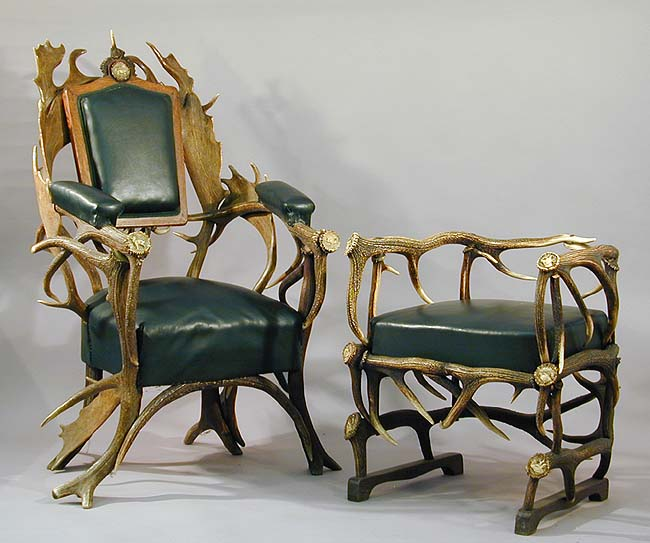
Geweihsessel

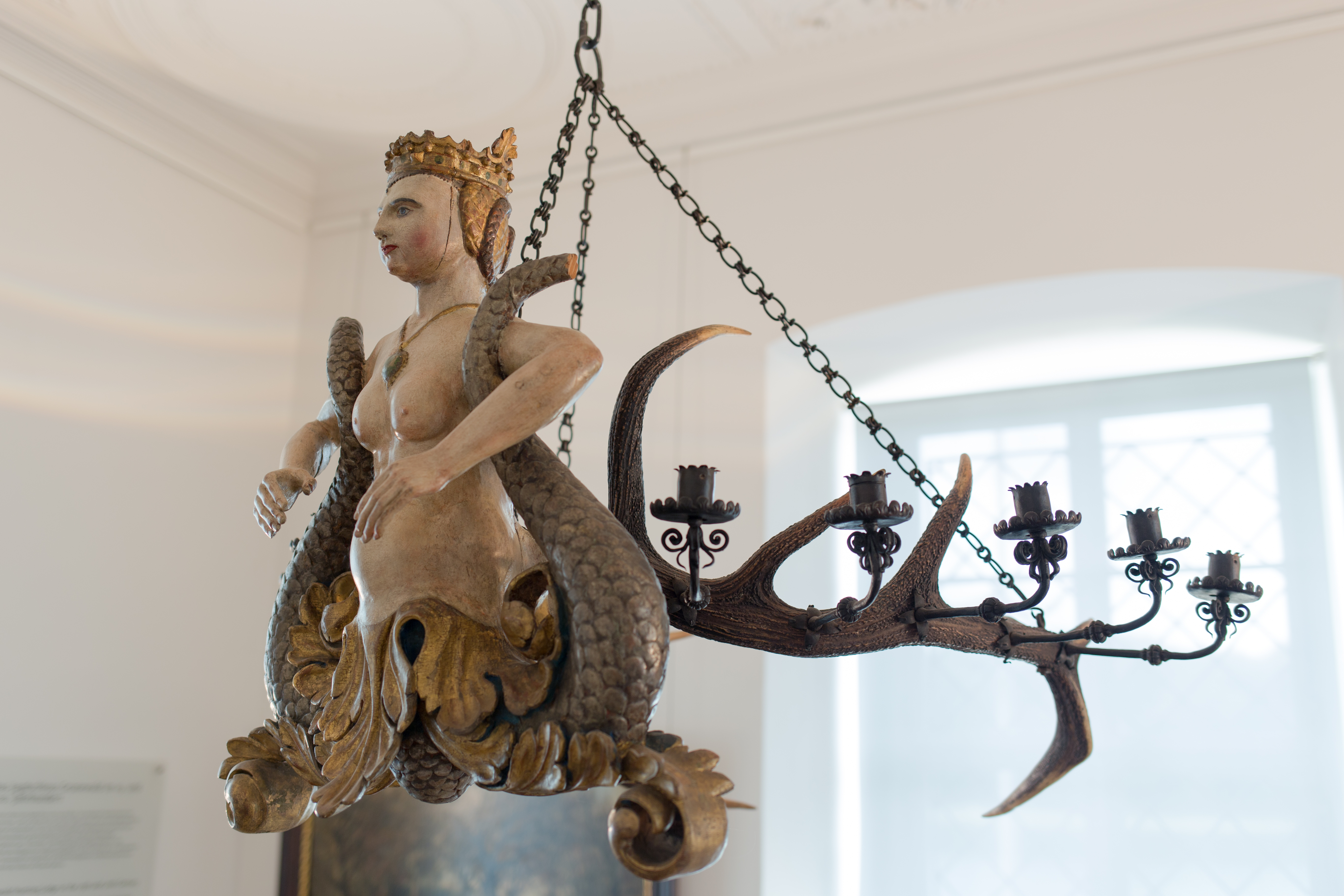
Leuchterweibchen im Jagdschloss Grunewald

Unter Geweihmöbel versteht man Möbel, die entweder komplett aus Abwurfstangen gefertigt sind, oder Möbel, wie z. B. Schränke, die durch das Applizieren von Geweihstücken oder durch das Furnieren mit Geweihstücken ein jagdliches Design erhalten. Häufig werden an Geweihmöbeln geschnitzte Hornrosen, Wildschweinhauer und Gamsgehörne als Dekorationselemente appliziert.

## Geschichte
Die ersten nachweisbaren Geweihmöbel entstanden im Jahr 1825, hergestellt für ein Jagdschloss des Grafen Wilhelm zu Nassau bei Wiesbaden. Anfang des 19. Jahrhunderts wurden Geweihmöbel fast ausschließlich im herrschaftlichen Bereich für deren Jagdschlösser und Landsitze auf Bestellung angefertigt. Ab Mitte des 19. Jahrhunderts wurden sie immer populärer und fanden den Einzug in bürgerliche Haushalte, später begann man Geweihmöbel serienmäßig herzustellen. So findet man u. a. im Hauptkatalog von August Stukenbrok von 1912 oder auch im Verkaufsprospekt von Adolf Schwartz, Hoflieferant in Hannover, aus dem Jahre 1921 jagdliche Einrichtungsgegenstände und Hirschhornwaren, wie Gewehrständer, Geweihlampen, Geweihrahmen, Lüsterweibchen etc.
Aber Geweihmöbel wurden nicht nur in Deutschland produziert, sondern auch in Österreich, Böhmen und Frankreich. So sind z. B. Heinrich Keitel oder Rudolf Brix aus Wien bekannt. Unter den deutschen Herstellern sind u. a. H. F. C. Rampendahl, P. Keutner, Madel & Sohn, Kurt Schicker zu nennen. Ende der 1920er Jahre fand die Geweihmöbelproduktion ein jähes Ende. Aus der Zeit vor und nach dem Zweiten Weltkrieg sind nur vereinzelte Einzelanfertigungen bekannt. 
Ende des 20. Jahrhunderts wird das Thema vor allem in den osteuropäischen Ländern (Tschechien und Polen), aber auch in Großbritannien, Italien oder den USA wieder aufgegriffen. Es werden insbesondere Sitzmöbel, Lampen und andere Kleinmöbel serienmäßig hergestellt. Jedoch erreichen die modernen Fabrikate bei weitem nicht die Qualität und Ästhetik der historischen Exponate.